# Luchthaven Narita

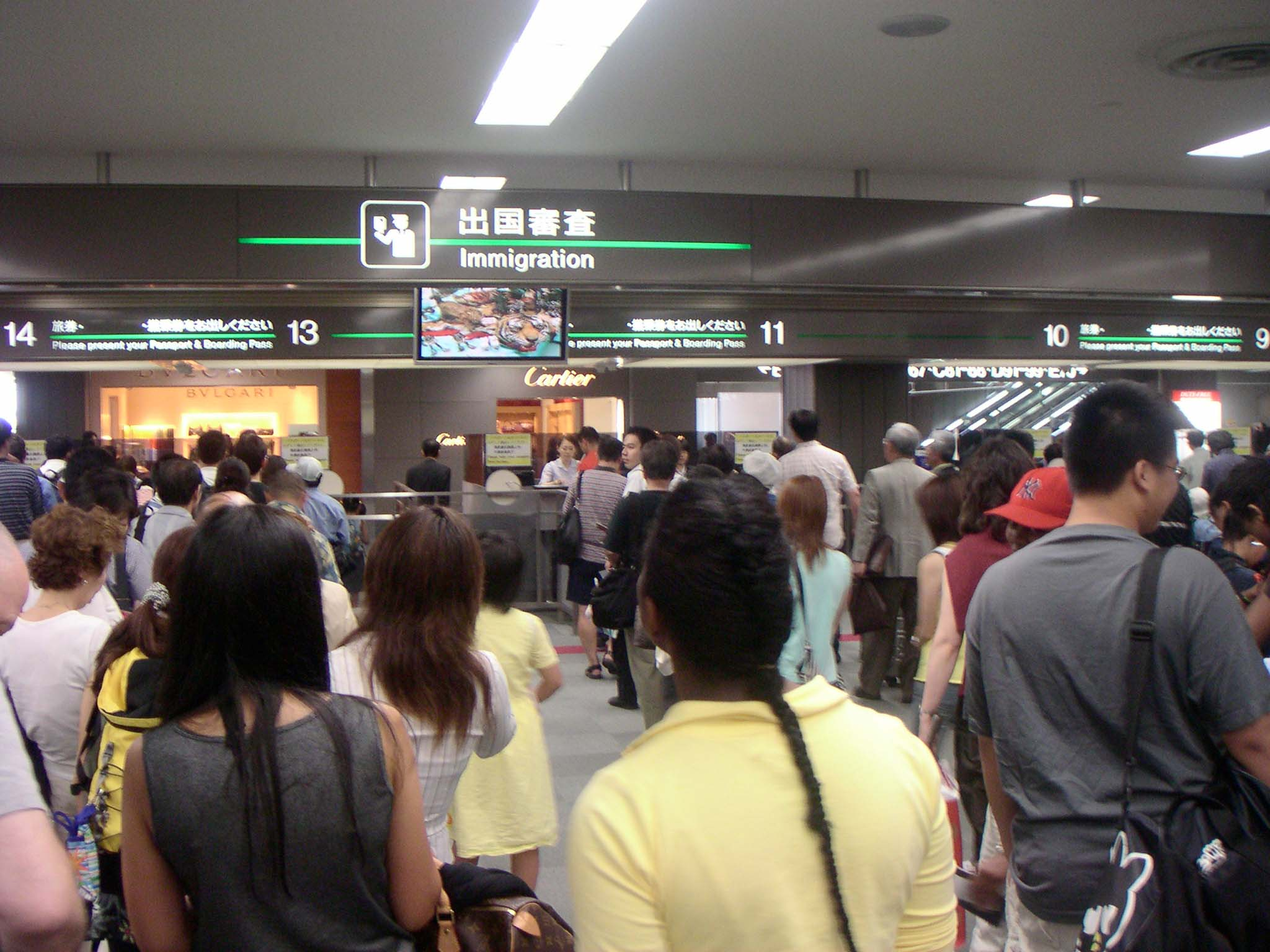
Paspoortcontrole, Terminal 2

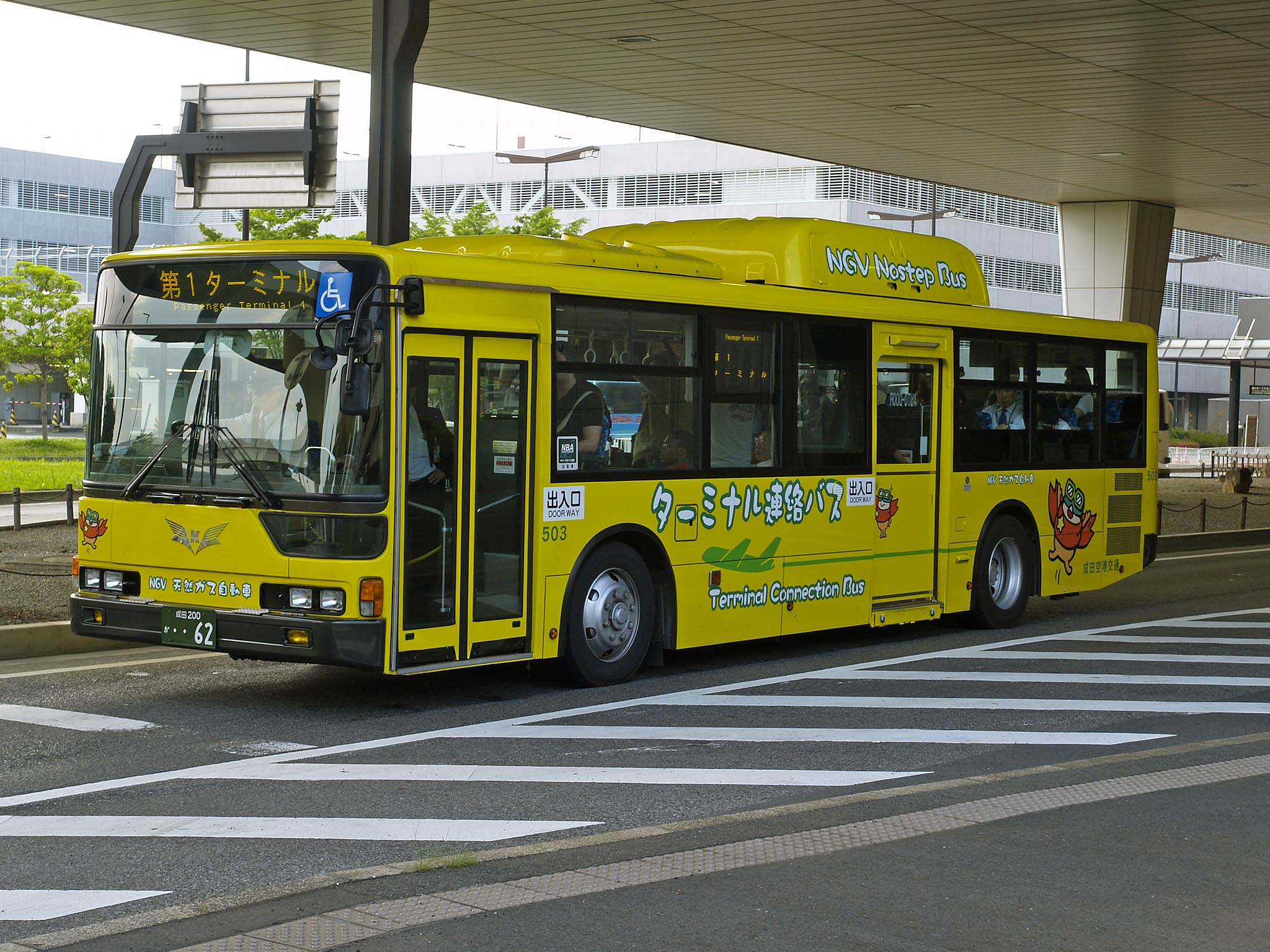
Shuttlebus

Narita International Airport (Japans: 成田国際空港; Narita Kokusai Kūkō) (IATA: NRT, ICAO: RJAA) is een internationale luchthaven in de stad Narita, prefectuur Chiba, Japan. De luchthaven bevindt zich in het oostelijke deel van de agglomeratie Tokio. Na de opening op 21 mei 1978 wordt de dichter bij Tokio gelegen Luchthaven Haneda vooral gebruikt voor binnenlandse vluchten.

## Bouw
In 1971 werd begonnen met de bouw van de luchthaven door land van de boeren te onteigenen. Dit leidde tot felle protesten en gewelddadige botsingen met de politie. Een tweede ronde van onteigening leidde tot eenzelfde beeld. Bij deze protesten kwamen drie politieagenten om het leven, raakten meer dan 150 mensen gewond en werden er 375 arrestaties verricht. Vlak voor de officiële opening van het vliegveld op 30 maart 1978 werd de verkeerstoren bezet en vernielingen in de terminals aangericht. De opening werd zeven weken vertraagd. In 1991 besloten de partijen op vreedzame wijze naar een oplossing te zoeken. Na een formele verontschuldiging van de regering werd de angel uit het conflict gehaald al volgden er nog wel incidentele rechtszaken.
In 2020 zijn er drie terminals in gebruik.

## Gebruik
Tot 2004 stond de luchthaven bekend als "New Tokyo International Airport". Narita is de grootste internationale luchthaven in Japan en is een belangrijk knooppunt voor het luchtverkeer tussen Azië en Noord-Amerika. Het dient als thuisbasis voor Japan Airlines en All Nippon Airways. Delta Airlines en United Airlines gebruiken het als het knooppunt voor hun netwerk in Azië.
Van alle passagiers die gebruik maken van de luchthaven heeft zo'n 95% betrekking op internationale reizen. De scherpe daling van het aantal passagiers en vliegtuigbewegingen in 2020 en 2021 is een gevolg van de coronapandemie met daarbij horende strenge reisrestricties.
| Jaar | Passagiers | Vracht (ton) | Vliegtuig- bewegingen |
| Jaar | (×1000)    | (×1000)      | (×1000)               |
| ---- | ---------- | ------------ | --------------------- |
| 1979 | 8.959      | 425          | 64.825                |
| 1980 | 9.135      | 474          | 64.914                |
| 1985 | 13.627     | 736          | 76.663                |
| 1990 | 24.061     | 1350         | 118.974               |
| 1995 | 26.094     | 1606         | 123.402               |
| 2000 | 29.967     | 1876         | 133.396               |
| 2005 | 34.833     | 2233         | 188.275               |
| 2010 | 33.869     | 2126         | 191.459               |
| 2015 | 37.328     | 2036         | 232.182               |
| 2020 | 10.486     | 1959         | 136.502               |
| 2021 | 5.244      | 2591         | 129.776               |
| 2022 | 15.416     | 2356         | 165.264               |
| 2023 | 32.706     | 1871         | 209.927               |
| 2024 | 39.808     | 1946         | 242.071               |